# Port lotniczy Iżewsk
Port lotniczy Iżewsk (IATA: IJK, ICAO: USII) – port lotniczy położony 15 km na wschód od Iżewska, w Udmurcji, w Rosji.

## Linie lotnicze i połączenia
| Linia lotnicza | Kierunek |
| -------------- | --- |
| Aerofłot       | 1. Moskwa-Szeremietiewo |
| Izhavia        | 1. Irkuck (od 29 grudnia 2023) 2. Królewiec 3. Moskwa-Domodiedowo 4. Jekaterynburg 5. Sankt Petersburg Sezonowo: 1. Mineralne Wody 2. Soczi |
| S7 Airlines    | 1. Nowosybirsk |